# Identity (album BoA)
Identity – japoński album studyjny BoA wydany przez Avex Trax 10 stycznia 2010 roku.

## Lista utworów
Źródło: Discogs
| Nr. | Tytuł                                 | Długość |
| --- | ------------------------------------- | ------- |
| 1.  | "This Is Who I Am"                    | 2:52    |
| 2.  | "Easy"                                | 3:23    |
| 3.  | "Bump Bump!" feat. Verbal (m-flo)     | 4:01    |
| 4.  | "Lazer"                               | 4:07    |
| 5.  | "Interlude #1"                        | 0:09    |
| 6.  | "Is This Love"                        | 4:06    |
| 7.  | "Mamoritai (White Wishes)"            | 3:31    |
| 8.  | "Interlude #2"                        | 0:04    |
| 9.  | "ネコラブ"                            | 3:34    |
| 10. | "The End そして And..." (Album Ver.)" | 7:10    |
| 11. | "Possibility Duet With 三浦大知"      | 4:07    |
| 12. | "Fallin'"                             | 5:14    |
| 13. | "My All"                              | 5:38    |

## Notowania na listach przebojów
| Kraj             | Lista (2010)               | Najwyższa pozycja |
| ---------------- | -------------------------- | ----------------- |
| Korea Południowa | Album Chart (Gaon Chart)   | 1                 |
| Japonia          | Oricon Weekly Albums Chart | 4                 |